# Sasrájaalakúak
A sasrájaalakúak (Myliobatiformes) a porcos halak (Chondrichthyes) osztályába és a rájaszerűek (Batoidea) öregrendjébe tartozó rend.

## Tudnivalók
Ez a porcoshal-rend korábban része volt a rájaalakúak (Rajiformes) rendjének, azonban az újabb kutatások következtében a halbiológusok, -kutatók rájöttek, hogy a mostan sasrájaalakúakként számontartott fajok monofiletikus csoportot alkotnak, azaz az összes idetartozó faj egyetlen őstől származik. A renden belül, a különböző fajok megjelenése és életmódja igen változatos; sőt egyes családok tagjai inkább a rájaalakúakra hasonlítanak, azért is lettek odasorolva, azonban minden hasonlóság a konvergens evolúciónak a műve.
A sasrájaalakúak minden óceánban és főbb tengerben jelen vannak. Egyesek planktonszűrők míg, míg mások a tengerfenék homokjában keresik táplálékukat, de vannak olyan fajok is amelyek aktívan vadásznak. Fajtól függően az úszófesztávolságuk 11,8-910 centiméter közöttire tehető.

## Rendszerezés
A rendbe az alábbi 9 család tartozik:
- Aetobatidae White & Naylor, 2016
- tüskésrájafélék (Dasyatidae) Jordan & Gilbert, 1879
- Gymnuridae Fowler, 1934
- Hexatrygonidae Heemstra & Smith, 1980
- sasrájafélék (Myliobatidae) Bonaparte, 1838
- Plesiobatidae Nishida, 1990
- folyamirája-félék (Potamotrygonidae) Garman, 1877
- Urolophidae J. P. Müller & Henle, 1841
- Urotrygonidae McEachran, Dunn & Miyake, 1996